# Juan de la Sal
Juan de la Sal (falecido a 14 de janeiro de 1630) foi um prelado católico romano que serviu como bispo auxiliar de Sevilha (1603–1630) e bispo titular de Hippo Diarrhytus (1603–1630).

## Biografia
No dia 22 de outubro de 1603, Juan de la Sal foi nomeado durante o papado de Clemente VIII como Bispo Auxiliar de Sevilha e Bispo Titular de Hippo Diarrhytus. Em 1603, foi consagrado bispo por Fernando Niño de Guevara, arcebispo de Sevilha. Serviu como Bispo Auxiliar de Sevilha até à sua morte a 14 de janeiro de 1630.
Enquanto bispo, foi o principal co-consagrador de Arcangelo Gualtieri, arcebispo de Monreale (1612); Martín Fernández Portocarrero, Bispo de Ciudad Rodrigo (1624); e Fernando Andrade Sotomayor, Bispo de Palência (1628).